# 4 février 1920
Le mercredi 4 février 1920 est le 35e jour de l'année 1920.

## Naissances
- Alexeï Baliasnikov (mort le 4 mars 1986), aviateur soviétique
- Arthur A. Ross (mort le 11 novembre 2008), scénariste américain
- Derek Worlock (mort le 8 février 1996), prélat catholique
- Gilbert Lazard, linguiste et iranologue français
- Jacques Larché (mort le 13 août 2014), personnalité politique française
- Janet Waldo (morte le 12 juin 2016), actrice américaine
- Joseph Bonmariage (mort le 29 février 2012), politicien belge
- Morton Deutsch (mort le 13 mars 2017), psychologue et chercheur en résolution de conflit américain
- Paul Séramy (mort le 23 février 1992), personnalité politique française
- Sid Sackson (mort le 6 novembre 2002), auteur de jeux de société américain

## Décès
- Émile Boudier (né le 6 janvier 1828), pharmacien et mycologue français
- Frédéric Euzière (né le 20 mai 1842), personnalité politique française
- Leo Delaney (né le 15 mars 1885), acteur américain